# Cédric Vasseur
Cédric Vasseur (Hazebrouck, Nord-Pas-de-Calais, 18 de agosto de 1970) es un exciclista francés. Debutó como profesional en 1994 en el equipo Novemail. Su primera victoria profesional le llegó en el Tour de Francia 1997 después de una escapada en solitario. Esta victoria le permitió llevar el maillot amarillo durante 5 días. 
Es hijo del ciclista profesional Alain Vasseur, quien obtuvo una victoria de etapa en el Tour de Francia 1970.
Fue el presidente de la Asociación de Ciclistas Profesionales durante 2 años. A partir de la temporada 2018 se convirtió en mánager general del equipo Cofidis.

## Palmarés
| 1993 - 1 etapa del Tour del Porvenir 1994 - Tour de Rhénanie-Palatinat 1996 - 1 etapa del Gran Premio de Midi Libre 1997 - 1 etapa del Tour de Francia 1999 - 1 etapa del Circuit de la Sarthe - 3.º en el Campeonato de Francia en Ruta 2002 - 1 etapa de los Cuatro Días de Dunkerque - Gran Premio de Isbergues | 2003 - 1 etapa del Dauphiné Libéré - París-Corrèze, más 1 etapa - 1 etapa del Tour de Limousin - Tour de Hesse, más 1 etapa 2004 - 1 etapa del Tour de Limousin - 1 etapa del Tour de l'Ain 2006 - Gran Premio de Isbergues 2007 - 1 etapa del Tour de Francia |

## Resultados en Grandes Vueltas y Campeonatos del Mundo
| Carrera         | Carrera         | 1994 | 1995 | 1996 | 1997 | 1998 | 1999 | 2000 | 2001 | 2002 | 2003 | 2004 | 2005 | 2006 | 2007 |
| --------------- | --------------- | ---- | ---- | ---- | ---- | ---- | ---- | ---- | ---- | ---- | ---- | ---- | ---- | ---- | ---- |
|                 | Giro de Italia  | —    | —    | —    | —    | —    | —    | —    | —    | —    | —    | —    | 54.º | —    | —    |
|                 | Tour de Francia | —    | —    | 69.º | 40.º | 24.º | 83.º | 52.º | —    | 55.º | 97.º | —    | 44.º | 93.º | 55.º |
|                 | Vuelta a España | —    | 69.º | —    | 45.º | Ab.  | —    | —    | —    | —    | —    | 36.º | —    | —    | —    |
| Mundial en Ruta | Mundial en Ruta | —    | —    | Ab.  | 19.º | 46.º | Ab.  | —    | —    | 53.º | 27.º | —    | 92.º | —    | —    |

—: no participa

Ab.: abandono

## Equipos
- Novemail-Histor (1993-1994)
- GAN/Crédit Agricole (1995-1999)
  - GAN (1995-1998)
  - Crédit Agricole (1998-1999)
- US Postal Service (2000-2001)
- Cofidis, le Crédit par Téléphone (2002-2005)
- Quick Step-Innergetic (2006-2007)